# Чужое лицо (фильм)
«Чужое лицо» (яп. 他人の顔) — кинофильм режиссёра Хироси Тэсигахары, вышедший на экраны в 1966 году. Экранизация одноимённого романа Кобо Абэ. Это третий фильм Тэсигахары по произведениям Кобо Абэ, входящий в тетралогию «Западня» (1962) — «Женщина в песках» (1964) — «Чужое лицо» (1966) — «Сожжённая карта» (1968).
Фильм был включён в Criterion Collection в составе сборника из трёх фильмов Тэсигахары по Кобо Абэ (вместе с «Женщиной в песках» и «Западнёй»), несколькими короткометражными фильмами и документальным фильмом о сотрудничестве режиссёра и писателя.

## Сюжет
Философская драма повествует об изуродованном вследствие неудачного опыта учёном-химике по имени Окуяма, который пытается найти себя в мире, где люди оценивают друг друга по внешнему виду. Обожжённую кожу Окуямы доктор предлагает скрыть под маской, досконально имитирующей человеческое лицо, и господин Окуяма соглашается. Теперь он другой человек — свободный от прошлой жизни, от собственной жены и друзей, наконец, от самого себя. Чужое лицо позволяет ему пойти на серьёзный психологический эксперимент…

## В ролях
- Тацуя Накадаи — господин Окуяма
- Матико Кё — госпожа Окуяма
- Микидзиро Хира — психиатр
- Кёко Кисида — медсестра
- Мики Ириэ — девушка со шрамом
- Эйдзи Окада — начальник
- Эцуко Итихара — девушка с йо-йо
- Какуя Саэки — брат девушки со шрамом
- Эйко Мурамацу — секретарша

## Награды
- В 1967 году фильм получил две премии «Майнити»: за лучшую музыку (Тору Такэмицу) и за лучшую работу художника (Масао Ямадзаки).